# Giuseppe Maria di Savoia-Villafranca
Giuseppe Maria di Savoia-Villafranca, cavaliere di Savoia e barone dell'Impero Francese (Parigi, 30 ottobre 1783 – Parigi, 15 ottobre 1825), è stato un nobile e militare francese appartenente al ramo di Villafranca di Casa Savoia.

## Biografia
Giuseppe Maria di Savoia-Villafranca era figlio di Eugenio Ilarione di Savoia-Carignano di Elizabeth Anne Magon de Boisgarin. Al momento della sua nascita la situazione del matrimonio morganatico dei genitori si era appena conclusa felicemente con il beneplacito del re di Sardegna il quale, con regia patente del 1785, lo creò Cavaliere di Savoia.
Dopo il sanguinoso massacro della Rivoluzione Francese compiuto nel settembre del 1792 nel quale perse la vita tragicamente anche sua zia, la principessa di Lamballe, Giuseppe e la sua famiglia emigrarono all'estero e tornarono in Francia solo dopo l'arrivo al potere di Napoleone, quando venne proclamata l'amnistia per la vecchia nobiltà. Fu a questo punto che Giuseppe decise di intraprendere la carriera militare e il 21 gennaio 1803 entrò in servizio nell'esercito francese come semplice soldato del 2º reggimento dei carabinieri.
L'8 dicembre 1803 venne trasferito al 23º reggimento di dragoni col grado di tenente. Prese parte quindi alla campagna italiana del 1805 e a quella napoletana del 1806, distinguendosi nella battaglia di Verona e nel passaggio del Tagliamento. Il 4 febbraio 1807 venne inviato alla compagnia di gendarmi della guardia imperiale. Il 22 marzo 1807 ricevette il grado di capitano e prese parte alla campagna militare in Polonia del 1807, combattendo a Stettino, Kolberg (Kołobrzeg), Guttstadt (Dobre Miasto), Heilsberg e Friedland. Il 21 luglio 1808 divenne ufficiale d'onore alle dipendenze dell'imperatore e per questo lo accompagnò nella campagna militare in Spagna nel 1808 e in quella in Austria nel 1809.
Il 18 agosto 1809 venne nominato comandante del 3º squadrone dell'8º reggimento ussari del colonnello Domon. Il 25 marzo 1810 ottenne da Napoleone il titolo di Barone dell'Impero. Il 24 giugno 1812 passò sotto il comando del colonnello du Coetlock col quale attraversò il Neman e prese parte alla campagna di Russia, combattendo a Astroŭna, Vilnius, Smolensk e Borodino. Il 18 ottobre 1812 venne promosso al grado di colonnello e nominato comandante del sesto reggimento ussari. Nel dicembre del 1812, si unì allo "Squadrone Sacro" con cui prese parte alla campagna di Sassonia del 1813 e poi a quella in Francia nel 1814, partecipando a tutti gli scontri.
Con la prima restaurazione di Luigi XVIII, venne riconosciuto il 20 agosto 1814 al ruolo di colonnello comandante del Reggimento di ussari "Berry", l'ex 6° ussari. Non appena in Francia si seppe dello sbarco di Napoleone in Francia, venne inviato a Oxonne a disposizione del maresciallo Michel Ney, ma già dal 14 marzo 1815 a Digione si proclamò fedele all'imperatore e aderì all'avanguardia di Napoleone. Con le armate imperiali francesi prese parte alla campagna del Belgio e combatté a Ligny e a Rocquencourt.
Con la Restaurazione borbonica, riprese la propria carriera militare in virtù del proprio lignaggio e il 27 settembre 1815 divenne comandante del reggimento del dipartimento di Murt. Il 25 aprile 1821 ricevette il grado di maresciallo di campo, mentre il 19 giugno dell'anno successivo divenne ispettore generale del 7º, 9º e 19º distretto militare. Il 16 febbraio 1823 venne proclamato comandante della 1ª brigata della 1ª divisione di cavalleria del 1º corpo d'armata de Pirenei e prese parte alla spedizione militare in Spagna. Nel 1824 decise di ritirarsi definitivamente dall'esercito.
Giuseppe Maria morì di apoplessia a Parigi e gli succedette il figlio Eugenio Emanuele. Solo dopo la sua morte, con regia patente firmata da Carlo Alberto di Savoia (28 aprile 1834), tutti i suoi figli vennero riammessi al titolo di principi di Savoia-Carignano. Dal 1911 riposa assieme alla consorte nel Santuario reale votivo Madonna delle Grazie a Racconigi.

## Matrimonio e figli
Sposò a Parigi il 29 ottobre 1810 Pauline de la Vauguyon (14 ottobre 1783 - 10 febbraio 1829), figlia del duca Paul de la Vauguyon, pari di Francia, e della contessa Antonietta de Pons dei Conti di Rocquefort.
Da questo matrimonio nacquero:
- Maria Gabriella (1811-1837), riconosciuta ad personam nella qualifica di principessa di Savoia-Carignano (con il trattamento di Altezza Serenissima) da re Carlo Alberto con lettere patenti datate 28 aprile 1834,[1] sposa Vittorio Emanuele Camillo IX Massimo, principe di Arsoli
- Maria Vittoria Filiberta (1814-1874),  riconosciuta ad personam nella qualifica di principessa di Savoia-Carignano (con il trattamento di Altezza Serenissima) da re Carlo Alberto con lettere patenti datate 28 aprile 1834, riconosciuta nella qualidica e trattamento di Altezza Reale da re Vittorio Emanuele II con decreto reale datato 29 marzo 1849,[1] sposa Leopoldo di Borbone-Due Sicilie, conte di Siracusa
- Eugenio Emanuele, conte di Villafranca (1816-1888)

## Araldica
| Stemma | Descrizione                                                                    | Blasonatura |
|        | Giuseppe Maria di Savoia-Villafranca Conte di Villafranca (1785-1825)          | Di rosso alla croce d'argento. Corona da conte. |
|        | Giuseppe Maria di Savoia-Villafranca Barone del Impero napoleonico (1809-1815) | Di rosso alla croce d'argento, alla bordura d'oro; quartier franco dei baroni provenienti dall'esercito («De gueules à la croix d'argent, à la bordure d'or ; franc quartier des barons tirés de l'armée»), lettere patenti del 25 marzo 1810 |
| \| \|  | Giuseppe Maria di Savoia-Villafranca Barone del Impero napoleonico (1809-1815) | D'azzurro al levriero, rampante, collarinato d'argento, addestrato da una stella dello stesso posta in capo, alla bordura d'oro; al quartier franco dei baroni militari («D'azur au lévrier, rampant, colleté d'argent, adextré d'une étoile du même en chef, à la bordure d'or ; au franc-quartier des barons militaires»), lettere patenti del 27 settembre 1810 |
|        |                                                                                | |

## Ascendenza
|                                                   |                                             |                                                      | Genitori                                                    |  |  | Nonni |  |  | Bisnonni                              |  |  | Trisnonni                              |  |
|                                                   |                                             |                                                      |                                                             |  |  |       |  |  | Vittorio Amedeo I di Savoia-Carignano |  |  | Emanuele Filiberto di Savoia-Carignano |  |
|                                                   |                                             |                                                      |                                                             |  |  |       |  |  | Vittorio Amedeo I di Savoia-Carignano |  |  | Emanuele Filiberto di Savoia-Carignano |  |
|                                                   |                                             | Angelica Caterina d'Este                             |                                                             |  |  |       |  |  | Vittorio Amedeo I di Savoia-Carignano |  |  |                                        |  |
| Luigi Vittorio di Savoia-Carignano                |                                             |                                                      |                                                             |  |  |       |  |  | Vittorio Amedeo I di Savoia-Carignano |  |  |                                        |  |
|                                                   |                                             | Maria Vittoria Francesca di Savoia                   | Vittorio Amedeo II di Savoia                                |  |  |       |  |  |                                       |  |  |                                        |  |
|                                                   |                                             | Maria Vittoria Francesca di Savoia                   | Vittorio Amedeo II di Savoia                                |  |  |       |  |  |                                       |  |  |                                        |  |
|                                                   |                                             | Maria Vittoria Francesca di Savoia                   | Giovanna Battista d'Albert de Luynes                        |  |  |       |  |  |                                       |  |  |                                        |  |
| Eugenio Ilarione di Savoia-Carignano              |                                             | Maria Vittoria Francesca di Savoia                   |                                                             |  |  |       |  |  |                                       |  |  |                                        |  |
|                                                   |                                             | Ernesto Leopoldo d'Assia-Rheinfels-Rotenburg         | Guglielmo d'Assia-Rheinfels-Rotenburg                       |  |  |       |  |  |                                       |  |  |                                        |  |
|                                                   |                                             | Ernesto Leopoldo d'Assia-Rheinfels-Rotenburg         | Guglielmo d'Assia-Rheinfels-Rotenburg                       |  |  |       |  |  |                                       |  |  |                                        |  |
|                                                   |                                             | Ernesto Leopoldo d'Assia-Rheinfels-Rotenburg         | Maria Anna di Löwenstein-Wertheim                           |  |  |       |  |  |                                       |  |  |                                        |  |
| Cristina Enrichetta d'Assia-Rheinfels-Rotenburg   |                                             | Ernesto Leopoldo d'Assia-Rheinfels-Rotenburg         |                                                             |  |  |       |  |  |                                       |  |  |                                        |  |
|                                                   |                                             | Eleonora Maria Anna di Löwenstein-Wertheim-Rochefort | Massimiliano Carlo Alberto di Löwenstein-Wertheim-Rochefort |  |  |       |  |  |                                       |  |  |                                        |  |
|                                                   |                                             | Eleonora Maria Anna di Löwenstein-Wertheim-Rochefort | Massimiliano Carlo Alberto di Löwenstein-Wertheim-Rochefort |  |  |       |  |  |                                       |  |  |                                        |  |
|                                                   |                                             | Eleonora Maria Anna di Löwenstein-Wertheim-Rochefort | Polissena Maria di Lichtenberg und Belasi                   |  |  |       |  |  |                                       |  |  |                                        |  |
| Giuseppe Maria di Savoia-Carignano                |                                             | Eleonora Maria Anna di Löwenstein-Wertheim-Rochefort |                                                             |  |  |       |  |  |                                       |  |  |                                        |  |
|                                                   | Jean-Baptiste Magon, Seigneur de La Giclais | Nicolas Magon, Signeur de La Chipaudière             |                                                             |  |  |       |  |  |                                       |  |  |                                        |  |
|                                                   | Jean-Baptiste Magon, Seigneur de La Giclais | Nicolas Magon, Signeur de La Chipaudière             |                                                             |  |  |       |  |  |                                       |  |  |                                        |  |
|                                                   | Jean-Baptiste Magon, Seigneur de La Giclais | Françoise Thérèse Eon du Vieux-Chastel               |                                                             |  |  |       |  |  |                                       |  |  |                                        |  |
| Jean François Nicolas Magon, Signeur de Boisgarin | Jean-Baptiste Magon, Seigneur de La Giclais |                                                      |                                                             |  |  |       |  |  |                                       |  |  |                                        |  |
|                                                   |                                             | Marie Françoise Rosalie Nouail, Mademoiselle du Parc | Jacques Louis Nouail, Signeur du Fougeray                   |  |  |       |  |  |                                       |  |  |                                        |  |
|                                                   |                                             | Marie Françoise Rosalie Nouail, Mademoiselle du Parc | Jacques Louis Nouail, Signeur du Fougeray                   |  |  |       |  |  |                                       |  |  |                                        |  |
|                                                   |                                             | Marie Françoise Rosalie Nouail, Mademoiselle du Parc | Marie Rosalie Miniac, Dame de La Gervaisais                 |  |  |       |  |  |                                       |  |  |                                        |  |
| Elisabeth Anne Magon de Boisgarin                 |                                             | Marie Françoise Rosalie Nouail, Mademoiselle du Parc |                                                             |  |  |       |  |  |                                       |  |  |                                        |  |
|                                                   |                                             | Louis de Caruel, Signeur de Merey                    | Charles-Michel de Caruel                                    |  |  |       |  |  |                                       |  |  |                                        |  |
|                                                   |                                             | Louis de Caruel, Signeur de Merey                    | Charles-Michel de Caruel                                    |  |  |       |  |  |                                       |  |  |                                        |  |
|                                                   |                                             | Louis de Caruel, Signeur de Merey                    | Elisabeth Talon de Montigny                                 |  |  |       |  |  |                                       |  |  |                                        |  |
| Louise de Caruel                                  |                                             | Louis de Caruel, Signeur de Merey                    |                                                             |  |  |       |  |  |                                       |  |  |                                        |  |
|                                                   |                                             | Angélique des Acres de l'Aigle                       | Jacques Louis des Acres, marquis de L'Aigle                 |  |  |       |  |  |                                       |  |  |                                        |  |
|                                                   |                                             | Angélique des Acres de l'Aigle                       | Jacques Louis des Acres, marquis de L'Aigle                 |  |  |       |  |  |                                       |  |  |                                        |  |
|                                                   |                                             | Angélique des Acres de l'Aigle                       | Marie Chopin                                                |  |  |       |  |  |                                       |  |  |                                        |  |
|                                                   |                                             | Angélique des Acres de l'Aigle                       |                                                             |  |  |       |  |  |                                       |  |  |                                        |  |